# Ruza (přítok Moskvy)
Ruza (rusky Руза) je řeka v Moskevské oblasti v Rusku. Je 145 km dlouhá. Povodí má rozlohu 1 990 km².

## Průběh toku
Protéká územím Moskevské vysočiny. Ústí zleva do řeky Moskvy (povodí Oky) na 342 říčním kilometru.

## Vodní režim
Zdroj vody je převážně sněhový. Nejvyšších vodních stavů dosahuje od dubna do května. Průměrný roční průtok vody ve vzdálenosti 16 km od ústí ve městě Ruza činí 13,1 m³/s. Zamrzá obvykle v listopadu a rozmrzá v dubnu.

## Využití
U řeky byla postavena sanatoria a rekreační objekty. Na řece a jejím přítoku Ozjorna byly vybudovány přehradní nádrže. Vazuzská soustava slouží k posílení toku řeky za účelem zásobování vodou pro hlavní město Moskvu.